# 陈塘红军第四医院旧址
陈塘红军第四医院旧址，位于中国福建省宁化县石壁镇陈塘村，原为建于清末的张氏祖屋，坐北朝南，占地面积约850平方米，平面呈长方形，由门楼、下厅、天井、正厅、后厅、两侧过雨亭、护厝等组成。1933年，原设于江西瑞金的红军第四医院随军进驻此地。现保存有红军标语20多条、漫画13幅。2009年11月16日公布为第七批福建省文物保护单位。